# Vinicio Bernardini
Vinicio Bernardini (Pisa, 16 luglio 1926 – Pisa, 23 novembre 2020) è stato un politico italiano.

## Biografia
Esponente del Partito Comunista Italiano, fu eletto alla Camera alle elezioni del 1976, quando conseguì oltre 20 000 preferenze, e a quelle del 1979, in cui ottenne più di 15 000 preferenze. Concluse il mandato parlamentare nel 1983.
Fu sindaco di Pisa per due mandati, tra l'aprile e il giugno 1971 e poi ancora tra il 1983 e il 1985.
Morì a Pisa il 23 novembre 2020 all'età di 94 anni, per complicazioni da COVID-19.